# Lauren Ellis
Lauren Ellis (* 19. April 1989 in Ashburton) ist eine ehemalige neuseeländische Bahnradsportlerin.
2006 wurde Lauren Ellis in Gent Vize-Weltmeisterin der Juniorinnen in der Einerverfolgung. Bei den Junioren-Weltmeisterschaften 2007 in Aguascalientes errang sie den dritten Platz in der Verfolgung.
Bei der Bahn-WM 2009 der Elite in Pruszków wurde Lauren Ellis Vize-Weltmeisterin in der Mannschaftsverfolgung gemeinsam mit Jaime Nielsen und Alison Shanks. 2010 errang sie jeweils bei den UCI-Bahn-Weltmeisterschaften 2010 und bei den Commonwealth Games jeweils die Silbermedaille im Punktefahren.
2012 wurde Ellis Neuseeländische Meisterin im Zeitfahren, 2013 sowie 2014 jeweils zweifache Ozeanienmeisterin.
2016 wurde Lauren Ellis für die Teilnahme an den Olympischen Spielen in Rio de Janeiro nominiert, wo sie im Omnium Platz vier belegte. Im Jahr darauf pausierte sie als Radsportlerin, da sie Mutter wurde, um Ende 2018 in den Sport zurückzukehren.

## Erfolge

### Bahn
2006
- Junioren-Weltmeisterschaft – Einerverfolgung
- Neuseeländische Junioren-Meisterin – Einerverfolgung

2007
- Junioren-Weltmeisterschaft – Einerverfolgung
- Neuseeländische Junioren-Meisterin – Einerverfolgung

2009
- Weltmeisterschaft – Mannschaftsverfolgung (mit Alison Shanks und Jaime Nielsen)
- Bahnrad-Weltcup in Peking – Mannschaftsverfolgung (mit Kaytee Boyd und Alison Shanks)
- Bahnrad-Weltcup in Melbourne – Mannschaftsverfolgung (mit Kaytee Boyd und Alison Shanks)

2010
- Weltmeisterschaft – Punktefahren
- Weltmeisterschaft – Mannschaftsverfolgung (mit Rushlee Buchanan und Alison Shanks)
- Bahnrad-Weltcup in Cali – Mannschaftsverfolgung (mit Rushlee Buchanan und Alison Shanks)
- Commonwealth Games – Punktefahren

2013
- Ozeanienmeisterin – Einerverfolgung, Mannschaftsverfolgung (mit Rushlee Buchanan, Jaime Nielsen und Georgia Williams)
- Ozeanienmeisterschaft – Omnium, Punktefahren
- Neuseeländische Meisterin – Punktefahren

2014
- Ozeanienmeisterin – Punktefahren, Mannschaftsverfolgung (mit Rushlee Buchanan, Jaime Nielsen und Georgia Williams)
- Neuseeländische Meisterin – Zweier-Mannschaftsfahren (mit Jessie Hodges)

2019/20
- Ozeanienmeisterschaft – Einerverfolgung

### Straße
2012
- Neuseeländische Meisterin – Einzelzeitfahren